# Team Tre-For/Saison 2012
Dieser Artikel listet Erfolge und Fahrer des Radsportteams Tre-For in der Saison 2012 auf.

## Mannschaft
| Name                   | Geburtstag         | Nationalität | Team 2011                                       |
| ---------------------- | ------------------ | ------------ | ----------------------------------------------- |
| Thomas Guldhammer      | 31. Juli 1987      | Dänemark     | Team Concordia Forsikring-Himmerland            |
| Jannik Hansen          | 19. September 1988 | Dänemark     | Team Concordia-Vesthimmerland Procycling (2009) |
| Mathias Hemmsen        | 11. Januar 1993    | Dänemark     | Neoprofi                                        |
| Kristian Haugaard      | 27. Februar 1991   | Dänemark     | Team Energi Fyn                                 |
| Asbjørn Kragh Andersen | 9. April 1992      | Dänemark     | Neoprofi                                        |
| Klaus Kristensen       | 31. Juli 1989      | Dänemark     | Neoprofi                                        |
| Rasmus Kristensen      | 5. Oktober 1990    | Dänemark     | Neoprofi                                        |
| Rasmus Lund            | 10. Oktober 1993   | Dänemark     | Neoprofi                                        |
| Jens Erik Madsen       | 30. März 1981      | Dänemark     | Team Concordia Forsikring-Himmerland            |
| Thomas Madsen          | 17. November 1988  | Dänemark     | Neoprofi                                        |
| Nicki Rasmussen        | 31. Januar 1990    | Dänemark     | Neoprofi                                        |
| Klaus Stenger          | 3. Juni 1986       | Dänemark     | Neoprofi                                        |
| Michael Tronborg       | 13. Juli 1983      | Dänemark     | Differdange-Magic-SportFood.de                  |
| Aske Vorre             | 24. Mai 1993       | Dänemark     | Neoprofi                                        |
| Rasmus Vorre           | 13. November 1990  | Dänemark     | Neoprofi                                        |